# Hipparchia siciliana
Hipparchia siciliana är en fjärilsart som beskrevs av Charles Oberthür 1915. Hipparchia siciliana ingår i släktet Hipparchia och familjen praktfjärilar. Inga underarter finns listade i Catalogue of Life.